# Nyodes mariae
Nyodes mariae là một loài bướm đêm trong họ Noctuidae.